# Dante Alighieri

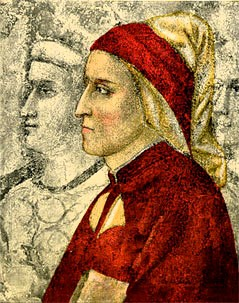
Gemälde von Giotto di Bondone in der Kapelle des Bargello-Palasts in Florenz. Dies ist das älteste Porträt von Dante, es wurde gemalt, noch bevor er seine Heimatstadt ins Exil verließ.

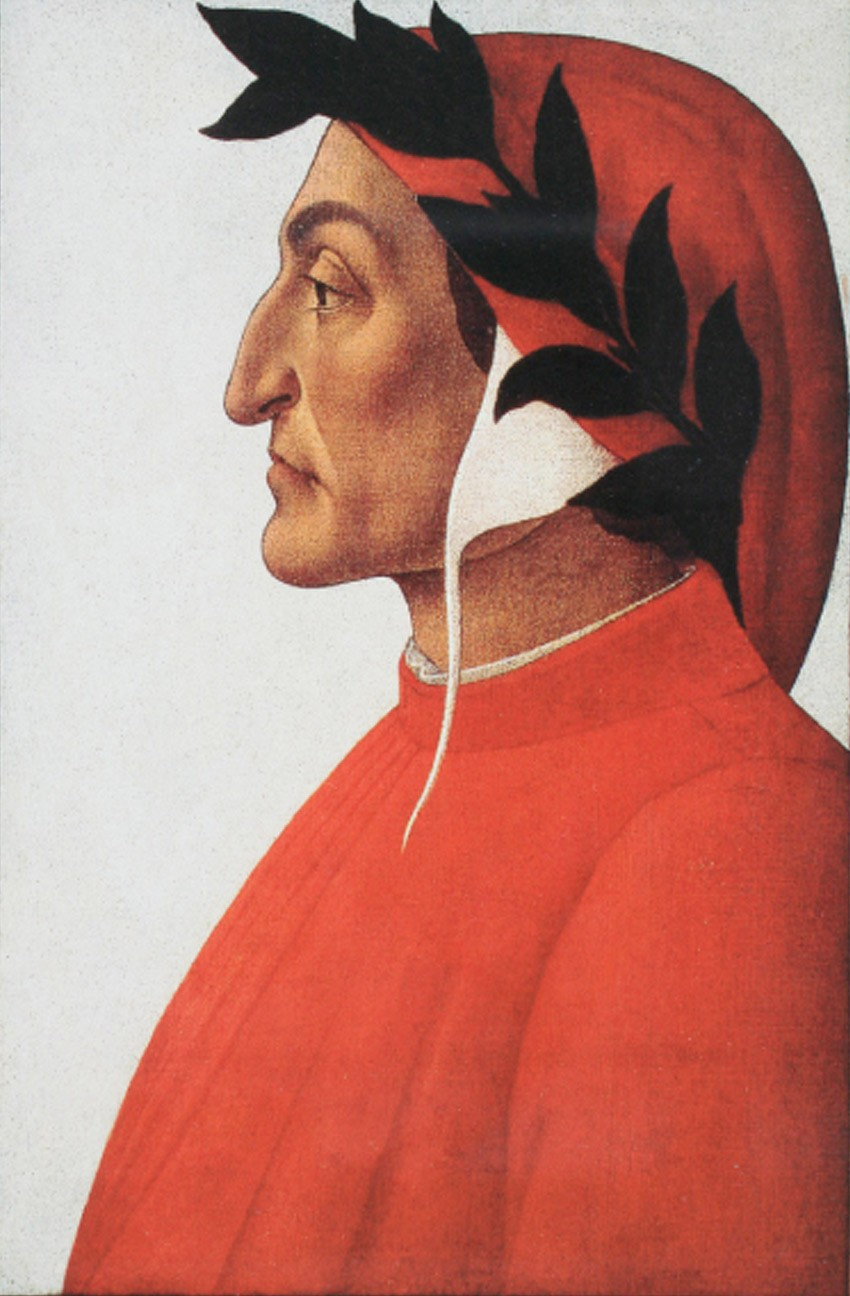
Porträt des Dante Alighieri, idealisierende Darstellung von Sandro Botticelli, um 1495

Dante Alighieri (italienisch [ˈdante aliˈɡi̯ɛːri] italienische Ausspracheⓘ; * 29. Mai 1265 in Florenz; † 14. September 1321 in Ravenna) war ein italienischer Dichter und Philosoph. Er überwand mit der in Altitalienisch (bzw. Toskanisch) verfassten Göttlichen Komödie die Beschränkung auf Latein in der europäischen Literatur und führte das Italienische zu einer Literatursprache.
Dante ist einer der bekanntesten Dichter der italienischen Literatur sowie des europäischen Mittelalters.

## Leben
Dantes Biografie ist in zeitgenössischen Quellen nicht umfangreich dokumentiert und lässt sich darum oftmals nur aus literarischen Aussagen oder Anspielungen in seinen Werken erschließen. Andererseits zeigt sich die Prominenz an dem beachtlichen Raum, den der Zeitgenosse Giovanni Villani ihm in seiner Nuova Cronica anlässlich des Todes einräumt.

### Herkunft und Familie

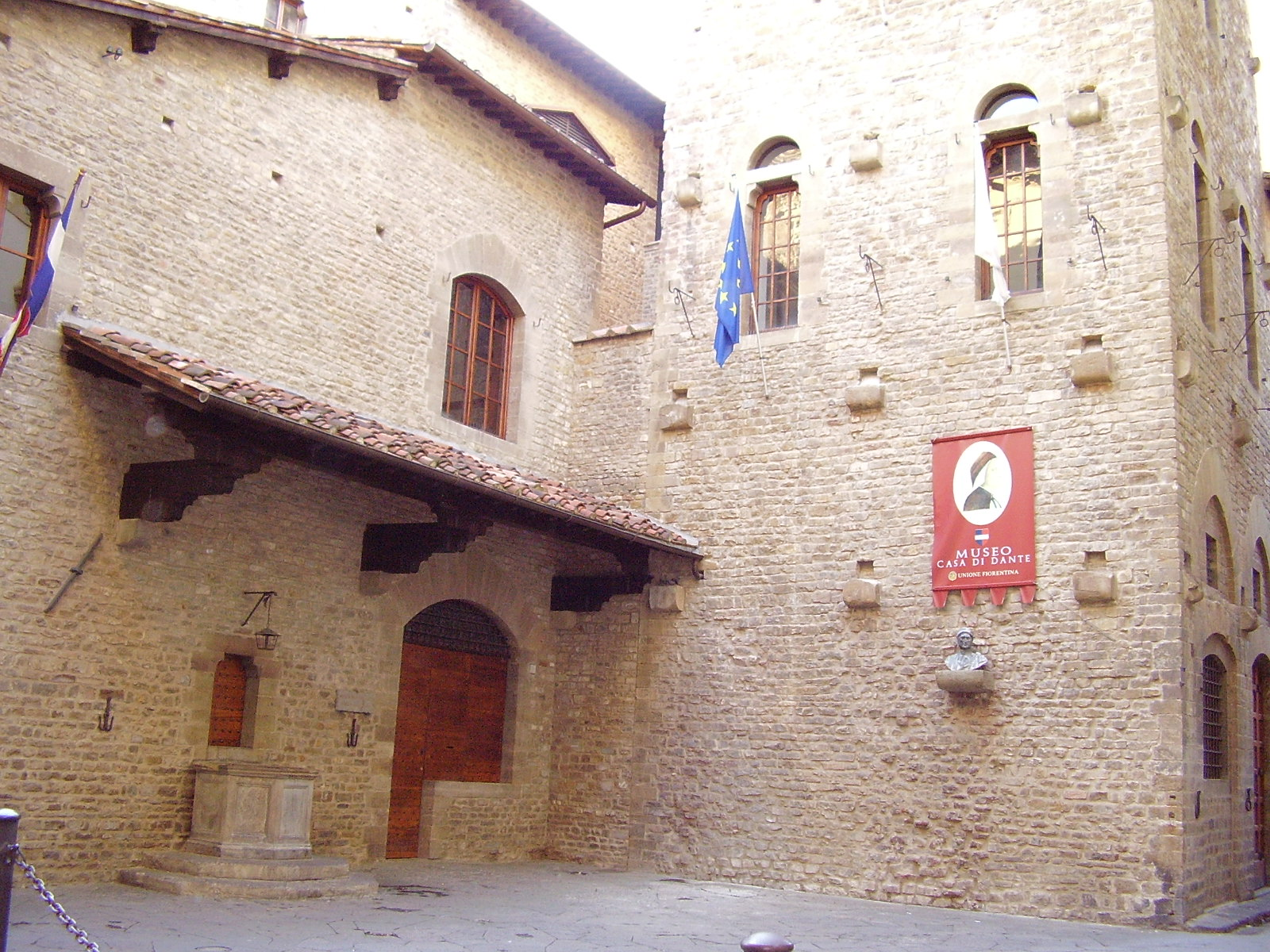
Casa di Dante in Florenz

Geboren wurde Dante in Florenz. Das heute von Touristen besuchte „Haus Dantes“ (Casa di Dante) wurde zwar an der ungefähren Stelle seines tatsächlichen Geburtshauses errichtet, hat aber mit diesem baulich nichts mehr gemeinsam. Das Datum von Dantes Geburt ist nicht sicher. Nach seiner eigenen Darstellung in der Commedia war er zum fingierten Zeitpunkt seiner Jenseitsreise, der Karwoche 1300, ungefähr 35 Jahre alt und wurde im Sternzeichen der Zwillinge geboren, sein Geburtsdatum war also der 29. Mai 1265. In mehreren textgeschichtlich wichtigen Handschriften der Commedia wird stattdessen 1260 als Geburtsjahr angegeben. Als gesichert gilt dagegen das Datum seiner Taufe am Karsamstag (26. März 1266), was gegen die Richtigkeit des in den Handschriften genannten Geburtsjahres 1260 spräche. Getauft wurde er nach den übereinstimmenden Aussagen von Filippo Villanis und Dantes Sohn Jacopo Alighieri auf den Namen Durante, der in der Aussprache dann zu Dante verkürzt wurde. Der in den unterschiedlichsten Schreibvarianten belegte Zuname Alighieri geht zurück auf den Vater Alighiero II. und den Großvater Alighiero I. und wurde auch von Dantes Söhnen weitergeführt.
Seine Familie, deren Adel sich dem im Paradiso begegnenden Ahn Cacciaguida (* 1091), dem Ur-Urgroßvater Dantes väterlicherseits, und dessen Teilnahme am Zweiten Kreuzzug zu verdanken scheint, gehörte dem guelfisch gesinnten Stadtadel an. (Die Familie Alighieri hatte sich nach dem Namen der Gattin Cacciaguidas genannt). Dantes Vater Alighiero II. war unter anderem als Geldverleiher tätig. Er war in erster Ehe mit Dantes Mutter Bella und nach deren frühem Tod (zwischen 1270 und 1273) in zweiter Ehe mit Lapa di Chiarissimo Cialuffi verheiratet und starb 1281/1282. Seine Eltern und seine Stiefmutter hat Dante in seinem Werk mit Schweigen übergangen, ebenso wie seine Ehefrau Gemma di Manetto Donati (Mitgiftsvertrag 1270, Heirat um 1285) und die vier Kinder aus dieser Verbindung, seine nach den drei Vorzugsaposteln Christi benannten Söhne Pietro, Giovanni und Jacopo und seine Tochter Antonia.
Nur durch seine Werke bezeugt ist seine Beziehung zu jener Beatrice, der er als Neunjähriger in ihrem neunten Lebensjahr erstmals begegnete, die nach weiteren neun Jahren (im Jahr 1283) eine reine und ideale Liebe in ihm erweckte und über ihren frühen Tod (1290) hinaus sein Leben bestimmte. Das kunstvolle Verschleiern (provenzalisch velar) der Identität der Geliebten gehört seit den von Dante verehrten provenzalischen Trobadors zu den gängigen Strategien mittelalterlicher Liebesdichtung und wird gerade von Dante in der Vita nova durch die Erzählung, dass er sich zur Irreführung des Publikums noch eine weitere Dame zur vorgeblichen Anbetung erwählt habe, sehr eindrucksvoll illustriert. Die Identität Beatrices, in der man seit Boccaccio oft Bice Portinari, eine Tochter des reichen Händlers und Nachbarn der Familie Dantes Folco Portinari, erkennen zu können gemeint hat, ist in der Danteforschung ebenso umstritten wie die Frage, ob Beatrice überhaupt als historische Person oder nur als literarische Fiktion Dantes existierte.

### Ausbildung
Auf welche Weise und an welchen Ausbildungsstätten Dante seine ungewöhnliche Bildung und Gelehrsamkeit erwarb, ist nicht sicher bekannt. Aus seinen Gedichten und der Vita nova ergibt sich, dass er früh in literarischem Verkehr mit ihrerseits hochkultivierten volkssprachlichen Dichtern wie Guido Cavalcanti und Cino da Pistoia stand. Im Inferno präsentiert er Brunetto Latini als eine Art Lehrer, was in der späteren Forschung zu manchen Ausschmückungen geführt hat, aber einen tatsächlichen Hintergrund haben mag, indem Dante von den Werken Brunetto Latinis und von dessen allgemeinem Bemühen um eine Popularisierung lateinischer Gelehrsamkeit in den Volkssprachen wichtige Anregungen empfing.
Im Convivio erwähnt Dante, dass er zeitweise “le scuole de li religiosi, e le disputazioni de li filosofanti” besucht habe, also „die Schulen der Mönche und die Disputationen der Philosophen“. Gemeint sein dürfte ein Studium generale an den Lehrstätten der Dominikaner und Franziskaner in Florenz, wo zu seiner Zeit bedeutende Lehrer wie Remigius Girolami und Petrus Johannis Olivi wirkten. Seine Kommentatoren haben überdies Studienaufenthalte an den Universitäten von Bologna und (seit Boccaccio) Paris angenommen, was als möglich anzusehen, aber nicht durch historisch belastbare Anhaltspunkte abgesichert ist. Dass Dante eine Universität besucht hat, ist jedenfalls aufgrund des Stils und der Machart seiner lateinischen Werke und auch des Convivio sehr wahrscheinlich, auch wenn man ihm besondere autodidaktische Fähigkeiten zusprechen kann.

### Politische Laufbahn in Florenz

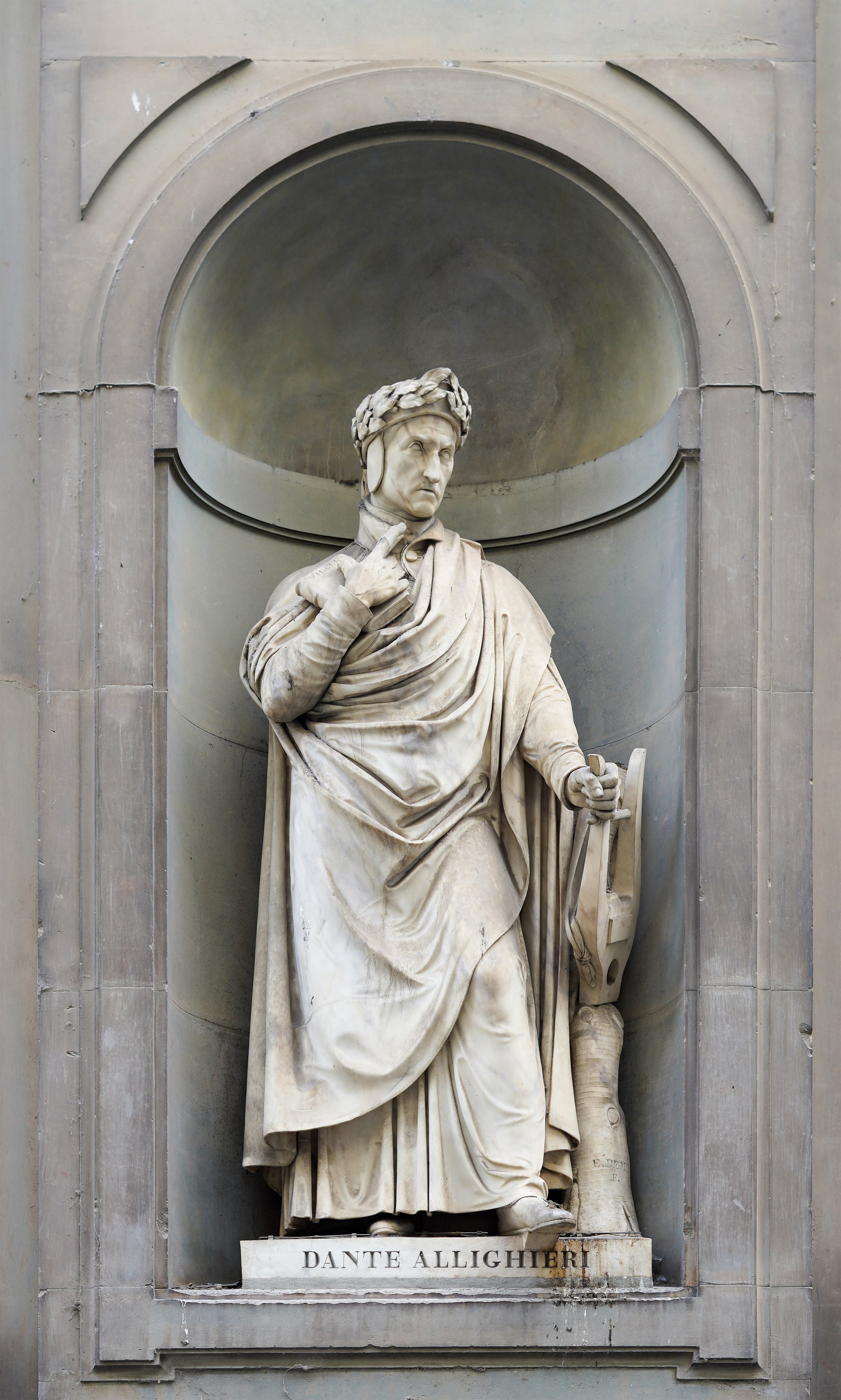
Statue in den Uffizien, Florenz

Dantes Leben war durch die seinerzeit aktuellen politischen Auseinandersetzungen gekennzeichnet. Er beteiligte sich am Kampf der guelfischen Bürgerwehr in der Schlacht von Campaldino (1289–1290), bei der die Florentiner Guelfen den in den beiden vorausgegangenen Jahren in Arezzo und in Pisa an die Macht gekommenen Ghibellinen eine schwere Niederlage zufügten, und bei der Einnahme der Festung Caprona. Seine eigentliche aktive Beteiligung an den politischen Konflikten seiner Vaterstadt ist jedoch erst einige Jahre später dokumentiert. 1295 schrieb Dante sich in der Zunft der Apotheker und Ärzte ein und schaffte dadurch eine formale Voraussetzung dafür, ein politisches Amt zu übernehmen. Vom 1. November 1295 bis zum 30. April 1296 war er Mitglied im Rat des Capitano del Popolo (in etwa „Stadthauptmann“), von Mai bis September 1296 war er Mitglied im Rat der Hundert, 1297 Mitglied in einem weiteren, diesmal nicht genau bestimmbaren Rat. Im Mai 1300 war er in diplomatischer Mission in San Gimignano, und vom 15. Juni bis 15. August 1300 amtierte er als eines von sechs Mitgliedern des Priorats, des höchsten Gremiums der Stadt. Vom 1. April bis 30. September 1301 war er wieder Mitglied im Rat der Hundert, und im Oktober/November 1301 befand er sich vermutlich als Mitglied einer Gesandtschaft zu Verhandlungen mit Papst Bonifatius VIII. in Rom.
Italien war in dieser Zeit zerrissen durch gewaltsame politische Kämpfe zwischen den Parteigängern von Ghibellinen und Guelfen, wobei die Ersteren, sehr vereinfacht gesagt, die Ansprüche des Kaisers und die Letzteren die des Papstes vertraten. Die Konfliktlinien verliefen nicht nur zwischen italienischen Städten, sondern auch innerhalb der Stadtstaaten. In Florenz spalteten sich Guelfen um 1300 auf in kompromissbereite „Weiße“ (angeführt von den Cerchi), die sich für eine Autonomie der Stadt gegenüber dem Papst einsetzten, und „Schwarze“ (angeführt von den Donati), die eine kompromisslose Politik gegenüber dem Kaiser vertraten. Während der Zeit von Dantes politischen Ämtern hatten die Ereignisse in Florenz eine turbulente Entwicklung genommen, und es war in der ohnehin aus heutiger Sicht kaum noch überschaubaren Gemengelage zwischen den Parteiungen zu neuen Verschiebungen und Spaltungen gekommen.
Aus Anlass eines Besuches des päpstlichen Legaten Matteo d’Acquasparta kam es im Sommer 1300 zu Unruhen, und Dante und seine Mitregenten im Priorat verbannten daraufhin, entgegen dem ausdrücklichen Willen des Legaten, nicht nur Vertreter der Weißen, darunter Dantes Freund Guido Cavalcanti, sondern auch Vertreter der Schwarzen, darunter deren Anführer Corso Donati. Florenz wurde daraufhin mit dem Kirchenbann belegt, und der Papst rief Karl von Valois als „Friedensstifter“ nach Italien, um mithilfe der Schwarzen die päpstliche Hoheit über Florenz herzustellen und die Toskana ein für alle Mal dem Kirchenstaat einzuverleiben. Am 1. November 1301 zog Karl in Florenz ein, und die mit ihm eindringenden Schwarzen nahmen Rache an ihren Gegnern in der Stadt, wobei auch Dantes Haus zerstört worden sein soll.
Am 27. Januar 1302 wurde Dante in Abwesenheit zu einer Geldstrafe und zum Ausschluss von allen öffentlichen Ämtern verurteilt. Da er sich von Florenz fernhielt und die Strafe nicht bezahlte, unterlag sein in der Stadt verbliebener Besitz der Konfiskation. Im März 1302 wurde er dann gemeinsam mit 14 anderen Weißen für den Fall seiner Rückkehr in die Stadt oder für den Fall seiner anderweitigen Verhaftung zum Tod durch Verbrennen verurteilt. Seine Gattin folgte ihm nicht ins Exil, während die Söhne mit dem 13. Lebensjahr Florenz verlassen mussten.

### Exil

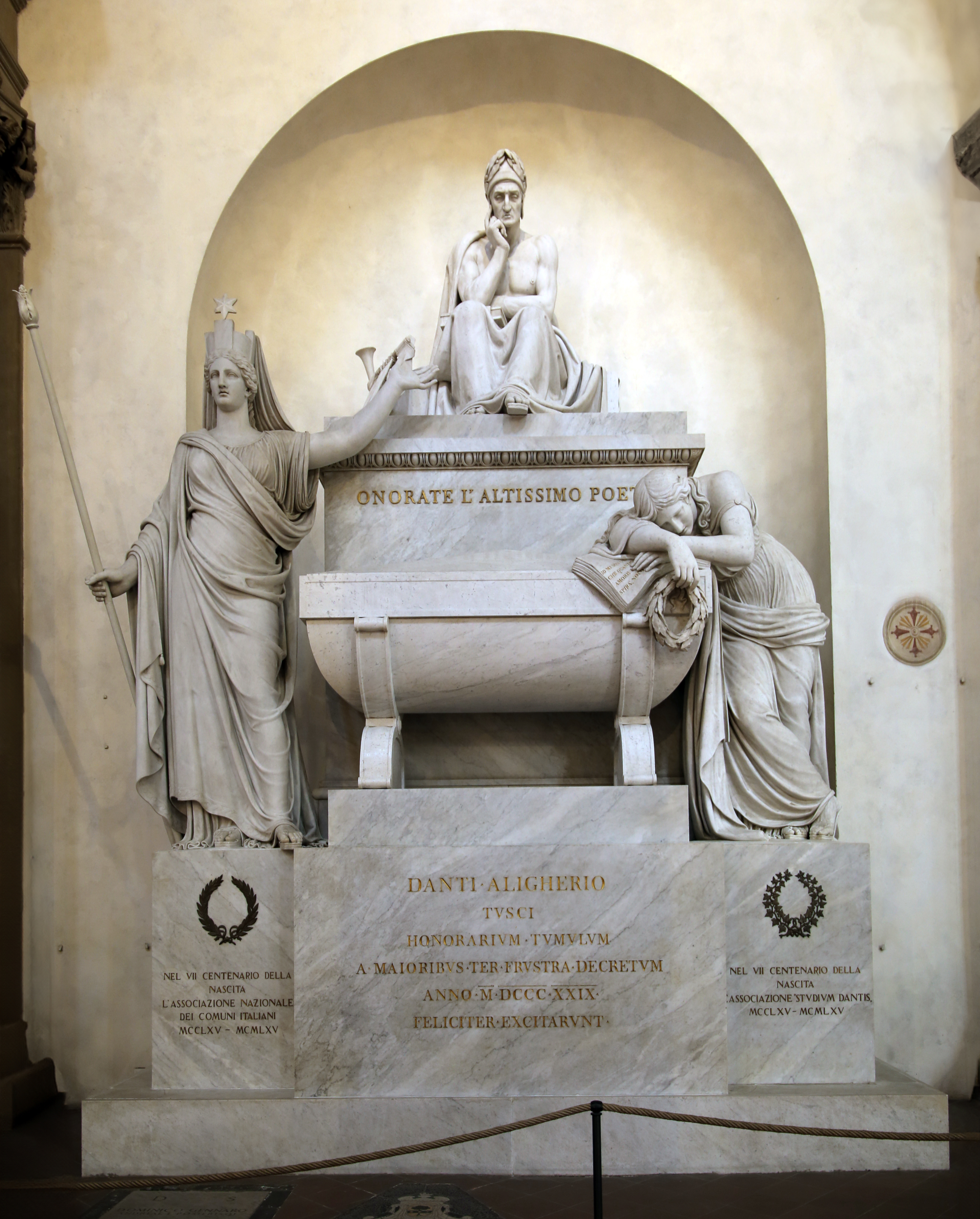
Kenotaph in der Basilika Santa Croce in Florenz

Für die Jahre des Exils fehlen externe Dokumente nahezu vollständig, andererseits ist Dantes Werk so überreich an Anspielungen auf Orte, Personen und zeitgenössische Vorgänge, dass sich der biografisch orientierten Forschung ein unerschöpfliches Feld für mehr oder minder plausible Vermutungen über den weiteren Lebensweg Dantes aufgetan hat, abgesehen davon, dass kaum eine Stadt oder Kleinstadt Italiens auf die Ehre verzichten möchte, von Dante womöglich einmal besucht worden zu sein. Wahrscheinlich ist, dass er sich ab 1302 überwiegend in Ober- und Mittelitalien aufhielt und zeitweise in Verona bei Bartolomeo della Scala (1303/1304), in Treviso bei Gerardo da Camina (1304–1306) und in der Lunigiana (einem Gebiet in Massa-Carrara im Norden der Toskana) bei den Grafen Malaspina (1306 u. ö.) Aufnahme und Unterstützung fand.
Der im Januar 1309 in Aachen zum römisch-deutschen König gekrönte und von Dante als Retter Italiens und des Weltkaisertums enthusiastisch begrüßte Luxemburger Heinrich VII. begab sich im Oktober 1310 nach Italien. In mehreren oberitalienischen Städten versuchte er, die verfeindeten Parteien zu befrieden und die Rechte des römisch-deutschen Reiches wiederherzustellen. Dante selbst war dem zukünftigen Kaiser vielleicht auch persönlich begegnet, zumindest richtete er seinen 7. Brief an ihn. Heinrich wurde am 29. Juni 1312 in Rom zum Kaiser gekrönt, doch war der Konflikt zwischen ihm und dem Papsttum sowie dem König von Neapel, Robert von Anjou, bereits entbrannt. Heinrichs Ressourcen waren begrenzt, und eine Belagerung von Florenz scheiterte im Herbst desselben Jahres (Dante hatte bereits vor der Kaiserkrönung Heinrich aufgefordert, gegen Florenz vorzugehen).

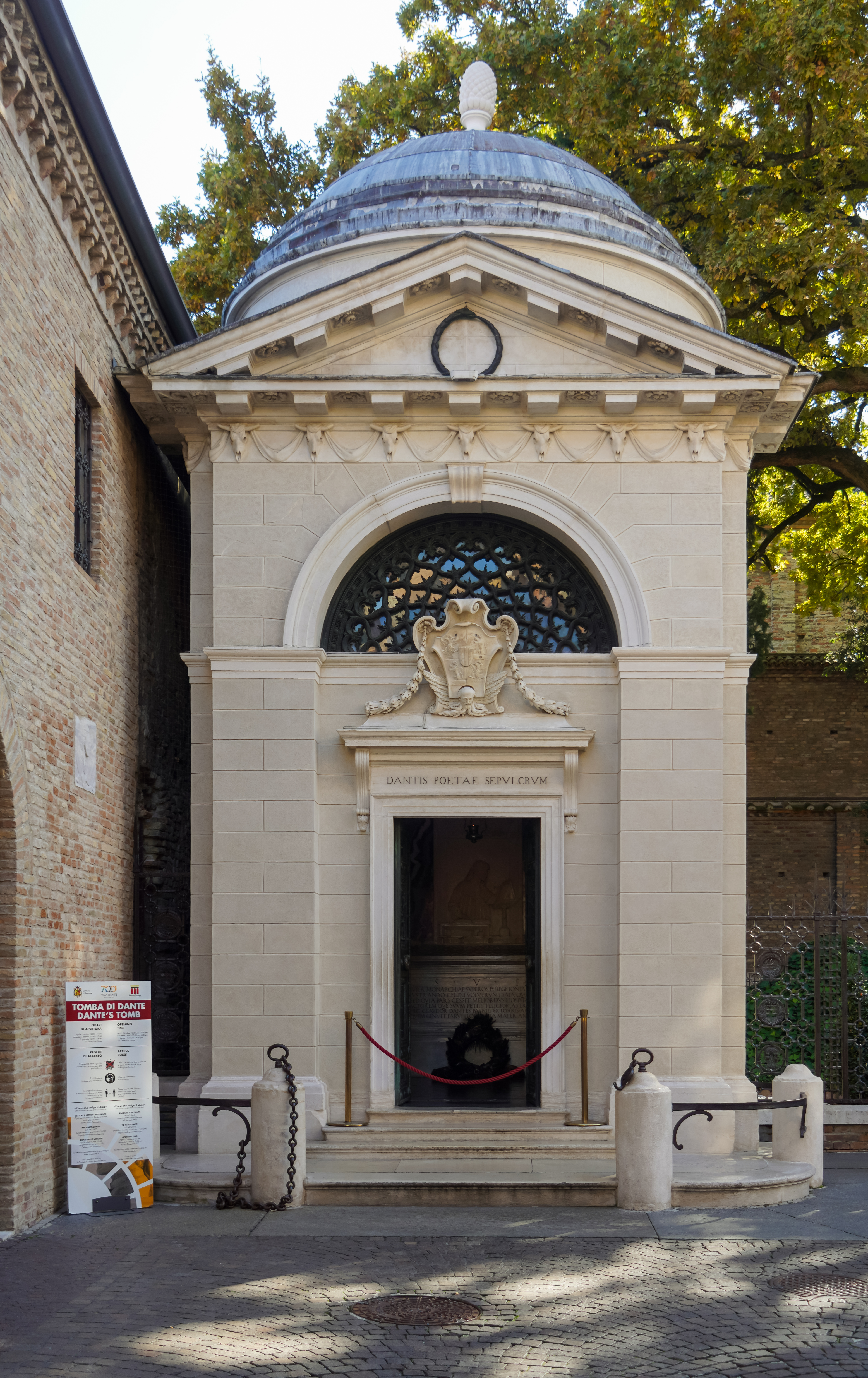
Dantes Grabmal in Ravenna

Nach dem Tod Heinrichs (am 24. August 1313), den er in seiner Göttlichen Komödie zum alto Arrigo stilisierte, zerschlugen sich die politischen Hoffnungen Dantes. Ein als schmählich empfundenes Angebot seiner Vaterstadt, bei Zahlung einer Geldbuße und Leistung einer öffentlichen Abbitte nach Florenz zurückkehren zu dürfen, lehnte Dante ab, woraufhin seine Verurteilung noch einmal erneuert wurde (15. Oktober 1315). In der Folgezeit scheint er sich zeitweise wieder in Verona am Hof der Scala und ab 1318 in Ravenna bei Guido Novello da Polenta aufgehalten zu haben. Während einer Mission im Auftrag Guidos in Venedig erkrankte er und starb nach seiner Rückkehr in der Nacht vom 13. auf den 14. September 1321 in Ravenna; dort liegt er bis heute begraben. Die Stadt Florenz versuchte im Laufe der Jahrhunderte mehrmals, Dante in der Stadt beizusetzen, was zu heftigem Streit zwischen Ravenna und Florenz führte. In Florenz errichtete man ihm 1829 in der Basilika Santa Croce ein monumentales Kenotaph.

## Dante als Schriftsteller und Philosoph
Dantes Werk schöpft souverän aus der Theologie, der Philosophie und den übrigen Wissenschaften (Artes liberales) seiner Zeit. Es bezieht sich kunstvoll auf Vorbilder in der italienischen, provenzalischen, altfranzösischen und lateinischen Dichtung. Dante verbindet dabei Gelehrsamkeit und literarische Bildung mit einem hohen Maß an Eigenständigkeit in der gedanklichen Aneignung und im sprachlichen und poetischen Ausdruck.
Wie kein anderer Dichter vor ihm stellt er die eigene Person als Liebender und Leidender, als Irrender und Lernender in den Mittelpunkt seiner Werke. Er spricht sich dabei nicht einfach selbst bekenntnishaft aus und macht sich nicht schlicht zum Chronisten seiner persönlichen Entwicklung, sondern stilisiert das Ich seiner Werke – deren lyrisches, erzählendes oder lehrhaftes Ich und die Erfahrung, die es zur Sprache bringt – nach Maßgabe genauer Wirkungsabsichten im Rahmen einer von Werk zu Werk fortentwickelten „Autofiktion“ (Hausmann).
Er verbindet dieses Vorgehen mit dem hohen ethischen Anspruch, dem Leser, der politischen Gesellschaft und selbst der Kirche seiner Zeit einen Spiegel zur Selbsterkenntnis und ein Leitbild auf dem Weg zur Besserung zu bieten. Für ihn liegt das Ziel dieses Wegs im Persönlichen (ebenso wie im Politischen und Kirchenpolitischen) in der Übereinstimmung mit der göttlichen Weltordnung, wie sie nach seiner Überzeugung in der Bibel und ihrer inspirierten Auslegung durch die frühen Kirchenlehrer offenbart und zum Teil auch schon in den Werken der antiken Dichter (Vergil) und Philosophen (Aristoteles) vorgezeichnet ist.

## Werke

### Rime
Als Rime („Reime“) werden die seit etwa 1283 entstandenen lyrischen Gedichte Dantes bezeichnet. Es handelt sich um rund 90 Gedichte zu verschiedenen Themen, in der Mehrzahl Gedichte zur Liebesthematik, hinzu kommen 30 weitere (Rime dubbie), bei denen Dantes Autorschaft zweifelhaft ist. Dante hat einzelne Gedichte oder Gruppen in die Vita nova und das Convivio übernommen und dort erläutert, aber ansonsten, soweit bekannt, selbst keine größere Sammlung seiner Gedichte zusammengestellt. Als Gattungen begegnen hauptsächlich Sonett und Kanzone, außerdem Ballade und Sestine.
Dantes frühe Lyrik knüpft an die okzitanische Trobadordichtung und deren italienische Nachahmer in der Scuola Siciliana an und ist unter den Zeitgenossen vor allem Guittone d’Arezzo verpflichtet. Gemeinsam mit jüngeren Dichterkollegen wie Guido Cavalcanti, Dino Frescobaldi und Cino da Pistoia entwickelt Dante eine Stilrichtung, die mit einem von ihm selbst geprägten Begriff als dolce stil novo bezeichnet wird und in der die Liebesthematik – die göttliche Macht Amors und der Dame, die den Liebenden zum Göttlichen hinführt – philosophisch überhöht und mit gesuchten Mitteln sprachlicher und rhetorischer Verrätselung für eine kleine Elite von kundigen Gleichgesinnten vorgetragen wird. Inhaltlich eine Sonderstellung haben, aufgrund ihrer Abweichung vom Ideal der „hohen Minne“, die derb obszöne Tenzone mit Forese Donati (Rime 73–78) und die sogenannten Rime petrose (Rime 100–103), letzteres eine Gruppe von vier Gedichten, die das unerfüllte Verlangen nach einer wegen ihrer Unerweichlichkeit als „steinern“ apostrophierten donna Petra besingen und sich zu einer Phantasie gewaltsamer sexueller Befriedigung steigern.

### Vita nova
Das im Text selbst durch eine eingebettete lateinische Phrase als vita nova betitelte (Incipit vita nova: „Es beginnt das neue Leben“), in der Forschung meist italienisch als Vita nuova zitierte Werk entstand zwischen 1292 und 1295 und gibt sich als autobiografische, aus dem „Buch der Erinnerung“ gleichsam abgeschriebene Erzählung von den inneren Wandlungen, die der Erzähler in der Folge seiner ersten kindlichen Begegnung mit der von ihm seither über den Tod hinaus verehrten Beatrice durchlebt hat. Die Stilisierung der eigenen Passion mit Traumgesichten, Ohnmachten und Bekehrungserlebnissen, besonders aber die Verklärung Beatrices zu einer Erlösergestalt mit christusähnlichen Attributen wendet dabei Stilmuster der geistlichen und hagiografischen Tradition in höchst ungewöhnlicher Weise auf die eigene Biografie an. Gewidmet ist das Werk dem primo amico Guido Cavalcanti, als Publikum sind in erster Linie die „Getreuen Amors“ (fedeli d’Amore) im Sinne des dolce stil novo intendiert, darunter ausdrücklich auch die Frauen, sofern sie mit dem nötigen (Seelen-)Adel und Verständnis für die Liebe (intendimento d’Amore) ausgestattet sind und nicht „nur einfach bloß Frauen sind“ (e che non pure sono femmine, Vn 19,1).
Formal handelt es sich um ein Prosimetrum, d. h. eine im Wechsel von Prosa und Verstexten arrangierte Komposition, die ein formales Vorbild besonders in der Consolatio philosophiae von Boethius besitzt, aber auch von den Liederhandschriften der okzitanischen Trobadors angeregt wurde, in denen die Lieder der Trobadors nachträglich mit anekdotisch ausgeschmückten Erzählungen (razos) von deren Lebensumständen und Liebesgeschichten erläutert wurden. Die Vita nova nimmt 31 lyrische Gedichte Dantes auf (25 Sonette oder Doppelsonette, 5 Kanzonen oder Kanzonenstanzen, eine Ballade) und versieht sie in den Prosateilen mit divisioni (erklärenden Gliederungen der inhaltlichen Aussage) und ragioni (narrativen Erzählungen der Entstehungsbedingungen). Die heute übliche Einteilung des gesamten Werks in 42 oder 43 Kapitel ist nicht authentisch, d. h. nicht durch die Handschriften verbürgt, sondern geht auf den Erstdruck von 1576 und die Ausgabe von Alessandro Torri (1842) zurück.

### Convivio
Il Convivio, ca. 1303–1306 (deutsch Gastmahl, 1845) ist eine unvollendete, aber umfangreiche Abhandlung in altitalienischer Sprache in ihrer toskanischen Variante über den Gebrauch philosophischer Weisheit anhand einiger Kommentare zu Dantes Kanzonen.

### De vulgari eloquentia
De vulgari eloquentia, ca. 1304 (deutsch Zwei Bücher über die Ausdruckskraft der Volkssprache, 1845) ist eine unvollendete Abhandlung über den Gebrauch der gesprochenen Sprache in Gedichten im hohen (oder tragischen) Stil.

### Monarchia

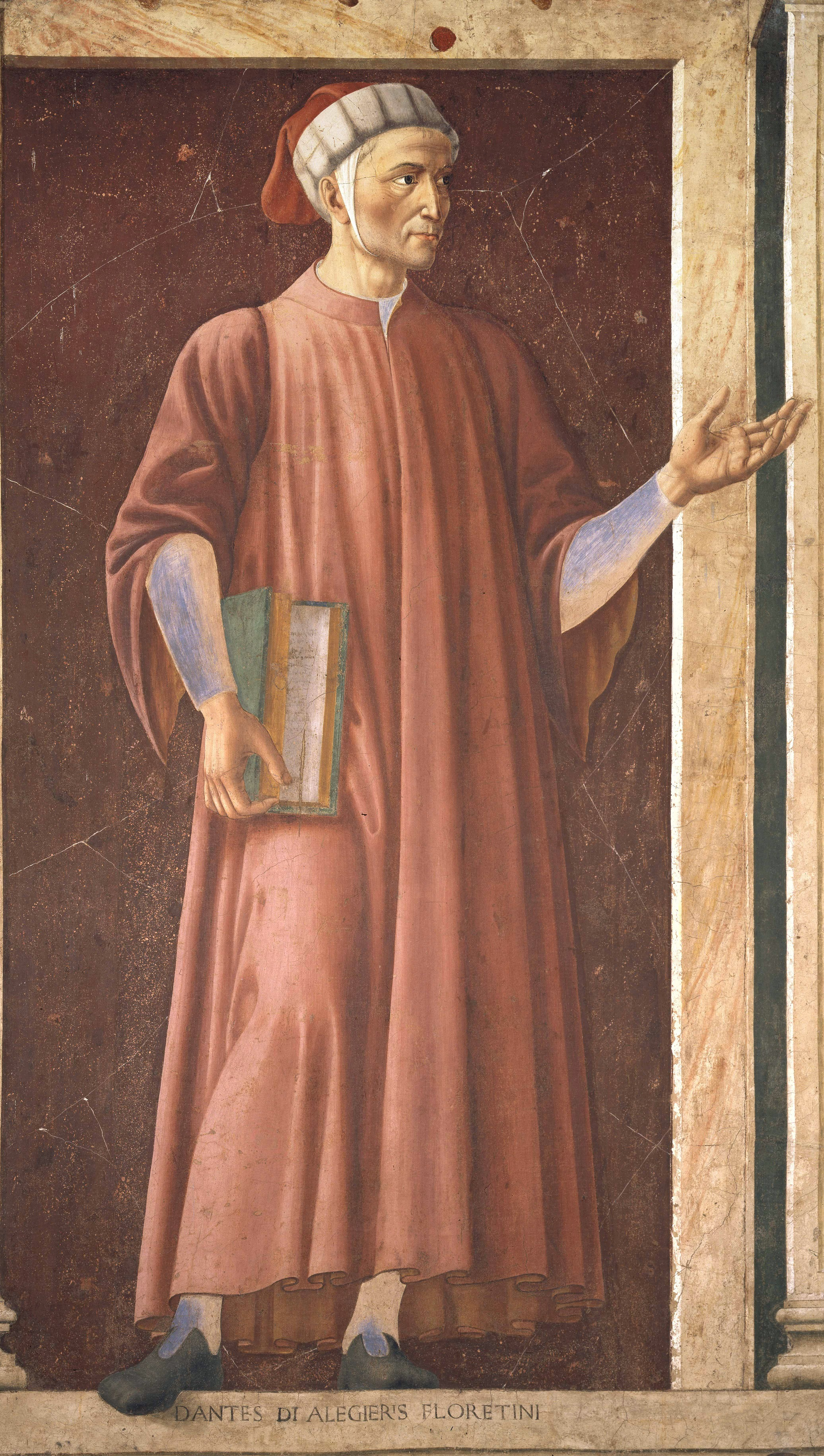
Dante in einer Freskenserie von Andrea del Castagno, ca. 1450 (Uffizien)

De Monarchia libri tres (deutsch Drei Bücher über die Monarchie), Dantes philosophisches Hauptwerk, in 21 Handschriften (eine davon seit 1950 nicht mehr auffindbar) und einem frühen Druck von 1559 erhalten, ist eine politische Abhandlung, die die göttliche Bestimmung des römischen Kaisertums zur Weltherrschaft und dessen Unabhängigkeit in weltlichen Dingen von der auf Geistliches zu beschränkenden Herrschaft des Papstes beweisen will. Die Datierung des Werks ist umstritten: Die Entstehung wird teils mit dem Konflikt zwischen Heinrich VII. und Clemens V. in Verbindung gebracht und dann 1308/09 (Bruno Nardi) oder 1310/12 (Gustavo Vinay) angesetzt, oder man geht, unter anderem weil das erste Buch sich bereits auf das Paradiso bezieht, von einem späteren Datum wie 1317 aus und ordnet es dann der beginnenden Auseinandersetzung zwischen Johannes XXII. und Ludwig dem Bayern zu.

### Eclogae
Als Eclogae bezeichnet man eine Korrespondenz in vier lateinischen hexametrischen Gedichten, die 1319/20 zwischen Giovanni del Virgilio und Dante ausgetauscht wurden über die Frage, ob Dante, wie Giovanni del Virgilio ihm vorwirft, sein Talent in volkssprachlichen Gedichten an das gemeine Volk Italiens lediglich verschwende, anstatt sich mit lateinischen Gedichten Ruhm bei den Gelehrten aller Länder und Zeiten zu erwerben. Die beiden Antwortgedichte Dantes sind als Rollengedichte in Dialogform im bukolischen Stil der Eklogen Vergils verfasst und demonstrieren trotz ihrer inhaltlich ablehnenden Haltung Dantes Könnerschaft durch eine Kunstübung, die auf die erst im Entstehen begriffene humanistische Dichtung der folgenden beiden Jahrhunderte vorausweist. Der Gedichtwechsel ist deshalb zuweilen verdächtigt worden, eine spätere Fälschung Giovanni Boccaccios zu sein, mit der dieser eine Art humanistische Ehrenrettung Dantes bezweckt habe.

### Quaestio de aqua et terra
Die Quaestio de situ et forma aquae et terrae („Untersuchung über Lage und Form des Wassers und der Erde“) ist ein Vortrag, den Dante am 20. Januar 1320 in der Kapelle der Heiligen Helena in Verona über ein zuvor in Mantua aufgekommenes Streitthema hielt. In dieser Untersuchung, die sich als naturwissenschaftlich ausgerichtetes (non est extra materiam naturalem) Werk der Philosophie versteht, geht es um die Frage, warum die Erde als niederstes der vier Elemente nicht vollständig von Wasser bedeckt ist.

### Commedia (auchLa divina commedia)

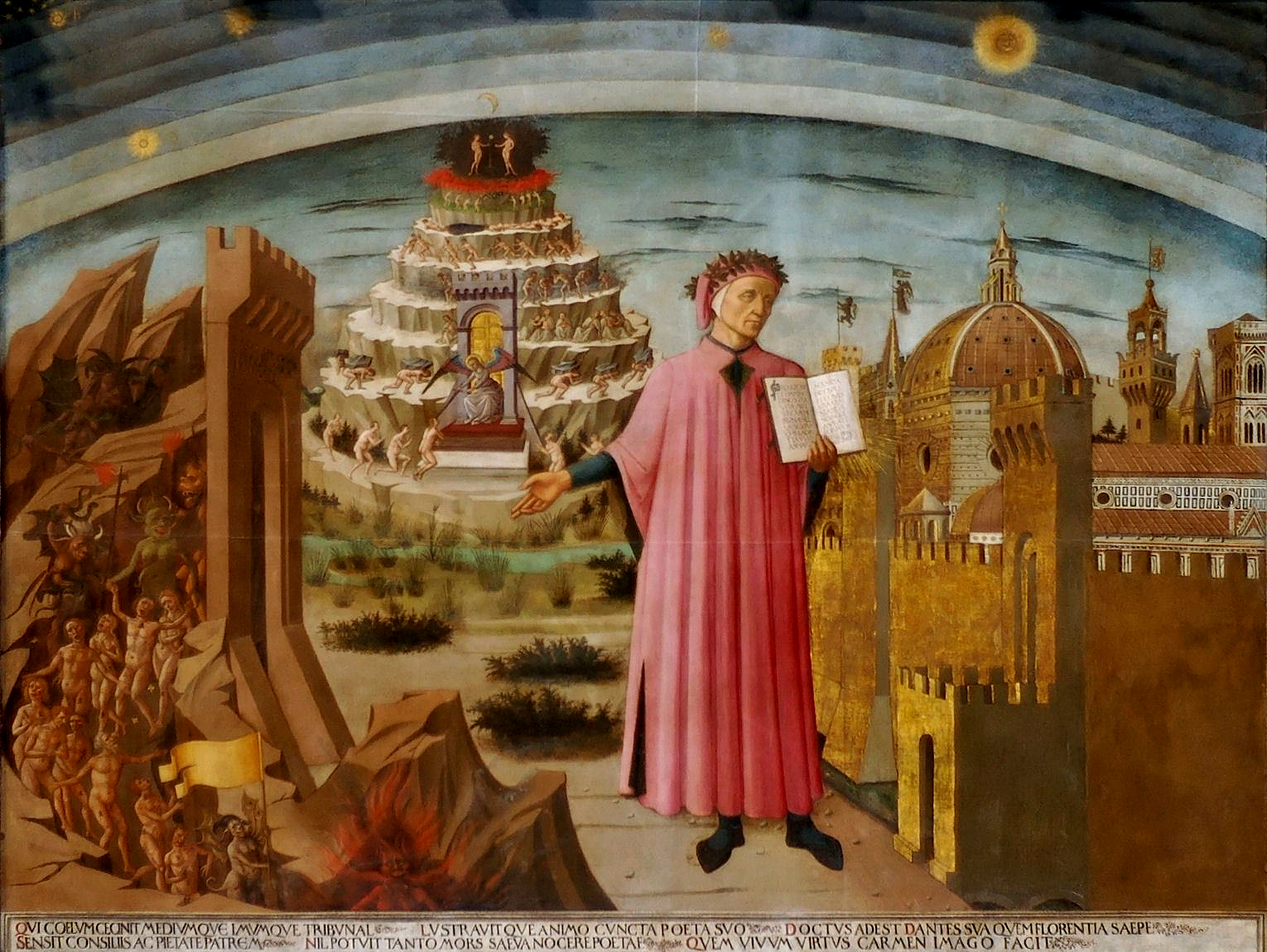
Dante und sein berühmtes Epos (Fresko von Domenico di Michelino in Santa Maria del Fiore, Florenz 1465)

Dantes bekanntestes Werk ist die um 1307 bis 1320 verfasste Göttliche Komödie. Ursprünglich schlicht Commedia betitelt, was auf den glücklichen Ausgang der Erzählung, die italienische Sprache und den wechselhaften Stil des Werkes Bezug nahm, wurde der Titel nach Dantes Tod durch dessen Bewunderer Giovanni Boccaccio zu Divina Commedia erweitert, wobei das Beiwort „göttlich“ lediglich das Werk belobigen soll und nicht mit dem Inhalt zusammenhängt.

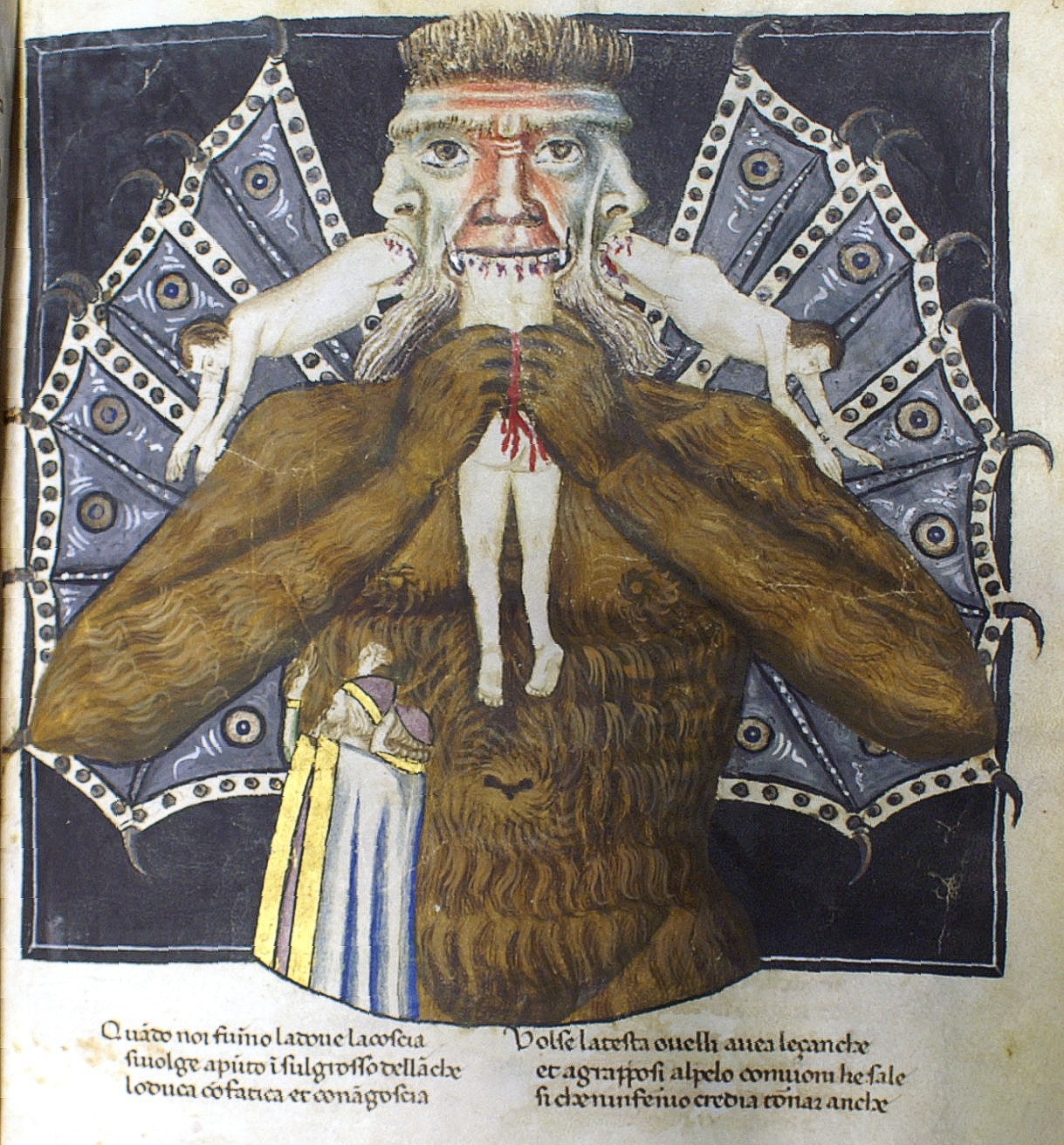
Luzifer quält die drei Verräter Judas, Brutus und Cassius. Dante, Commedia, 14. Jahrhundert, Italien (Codex Altonensis, ex Bibliotheca Gymnasii Altonani, Hamburg)

Das Werk schildert seine Reise durch die Hölle (Inferno), zum Läuterungsberg (Purgatorio), bis hin ins Paradies (Paradiso). Die Hölle und das Paradies sind jeweils in Schichten (in jeweils neun konzentrischen Kreisen) unterteilt. Je näher man den engeren Kreisen kommt, umso sündiger bzw. heiliger sind die gestorbenen Seelen. Die göttliche Komödie wird heute auch als dichterisches Hauptsymbol der Scholastik gesehen. Dante war dadurch so berühmt geworden, dass in einer der Hauptkirchen von Florenz im 15. Jahrhundert ein Fresko zu seinen Ehren geschaffen wurde, das nebenstehend wiedergegeben ist.

### Briefe
Dante wurden im Verlauf der Jahrhunderte eine Reihe von lateinischen und in einigen Fällen auch volkssprachlichen Briefen zugeschrieben, von denen heute zwölf lateinische Epistolae als authentisch eingeschätzt werden. Bei einem als dreizehnten gezählten Brief, dem sogenannten Widmungsbrief an Cangrande, in dem der Autor dem Cangrande della Scala das Paradiso dediziert und eine kommentierende Einführung in das Werk bietet, ist die Verfasserschaft Dantes umstritten. Man hat das Schreiben teils vollständig und teils auch nur in dem Widmungsteil als Erzeugnis Dantes akzeptieren oder es auch vollständig als Fälschung ablehnen wollen. Für die Ablehnung waren neben überlieferungsgeschichtlichen und stilistischen Gründen vor allem inhaltliche Einwände gegen die im Kommentarteil des Briefes angesprochene Methode mehrfacher allegorischer Textauslegung ausschlaggebend.

### Fiore und Detto d’Amore
Il Fiore („Die Blume“) ist eine erzählende allegorische Dichtung in 232 Sonetten, die auf den beiden Teilen des altfranzösischen Rosenromans (abgeschlossen um 1280) beruht und in einer einzigen, dem Autograph nahestehenden toskanischen Abschrift in der Handschrift H 438 der Universitätsbibliothek von Montpellier erhalten ist. Der Verfasser nennt sich an zwei Stellen (ser) Durante, das heißt mit einem in der Romania verbreiteten Namen, als dessen synkopierte Koseform auch schon in Dantes eigener Zeit der Name Dante galt. Ob Dante Urheber ist oder vielleicht einzelne Verse des Fiore in die Vita Nuova oder in die Commedia entlehnt hat, ist Gegenstand der Forschungsdiskussion. Das Werk zeigt sprachlich eine für die italienische Literatur der Dantezeit nicht ungewöhnliche, aber in Dantes Werken in diesem Grad sonst nicht anzutreffende Prägung durch das Altfranzösische und kann aufgrund zeitgeschichtlicher Bezüge in die Zeit von etwa 1285–1290 datiert werden. Die Zuschreibung des Werkes an den jungen Dante, die unter anderem von Michele Barbi abgelehnt und seither besonders von Gianfranco Contini vertreten wurde, gehört zu den besonders strittigen Problemen der Danteforschung. Neue Perspektiven für die Untersuchung dieser Frage haben sich in jüngerer Zeit durch die These von Maurizio Palma di Cesnola ergeben, dass als Verfasser der aus Südfrankreich stammende, besonders als Verfasser lateinischer Sammelwerke zur Dekretalistik und Liturgie bekannte Jurist Guillaume Durand anzusehen sei, der in Modena als Professor wirkte, seit 1263 an der römischen Kurie verschiedene Ämter bekleidete, 1284–1285 auch als oberster päpstlicher Provinzbeamter (Rector) der Romagna regierte und 1296 als Bischof von Mende (seit 1286) in Rom starb. Hingegen schließt Domenico De Robertis aus den sprachlichen Merkmalen heraus nicht zwingend auf einen Nicht-Italiener.
Der Detto d’Amore („Gedicht über die Liebe“ bzw. über Amor) ist ein Lehrgedicht in 480 paargereimten Siebensilblern, das in vier aus der gleichen Handschrift stammenden Blättern in der Biblioteca Medicea Laurenziana in Florenz erhalten ist. Da angenommen wird, dass beide Werke vom gleichen Verfasser stammen, steht auch für den Detto die Verfasserschaft des jungen Dante zur Diskussion.

## Rezeption

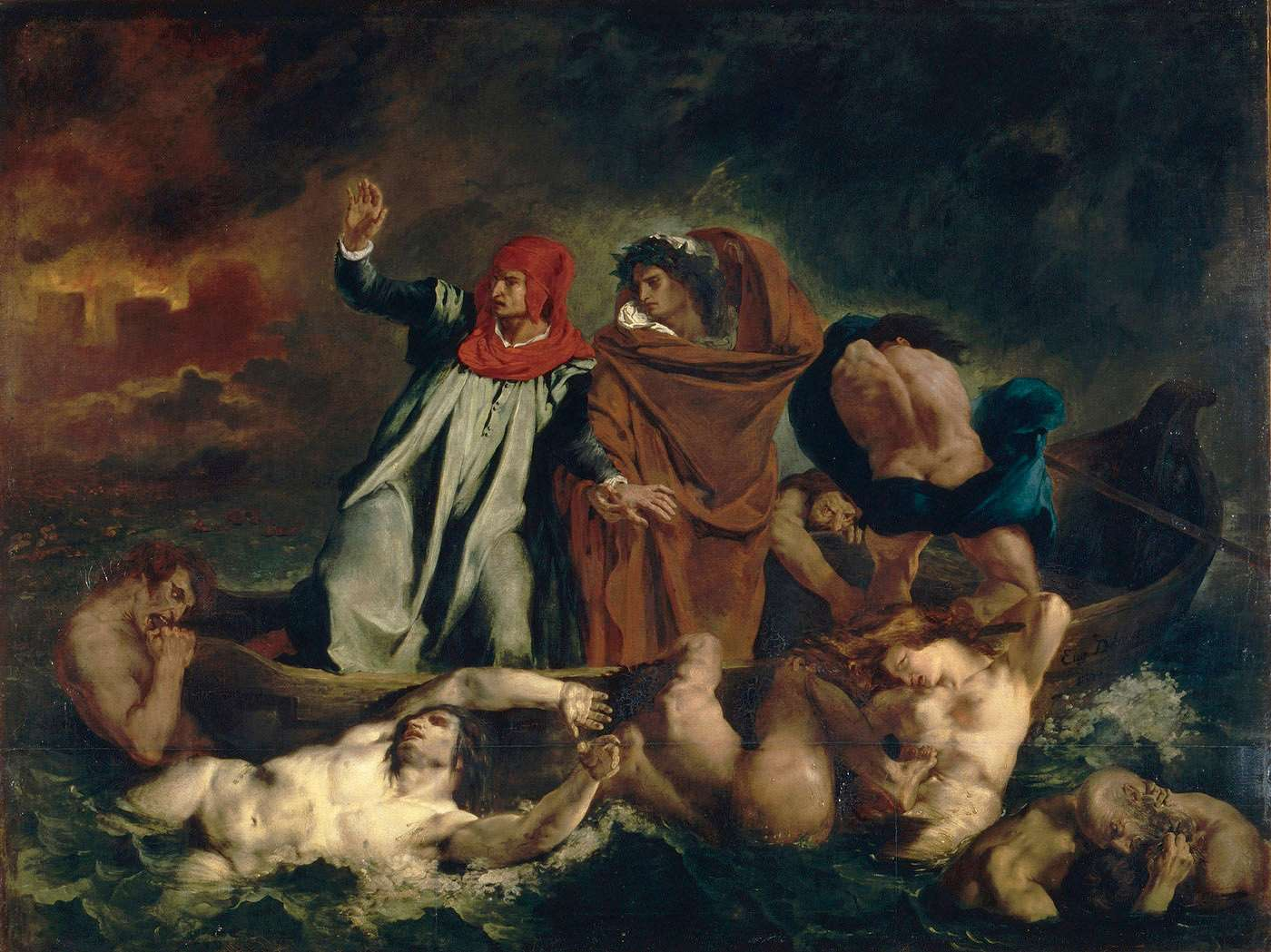
Dante und Vergil in der Hölle, Gemälde von Eugène Delacroix, 1822

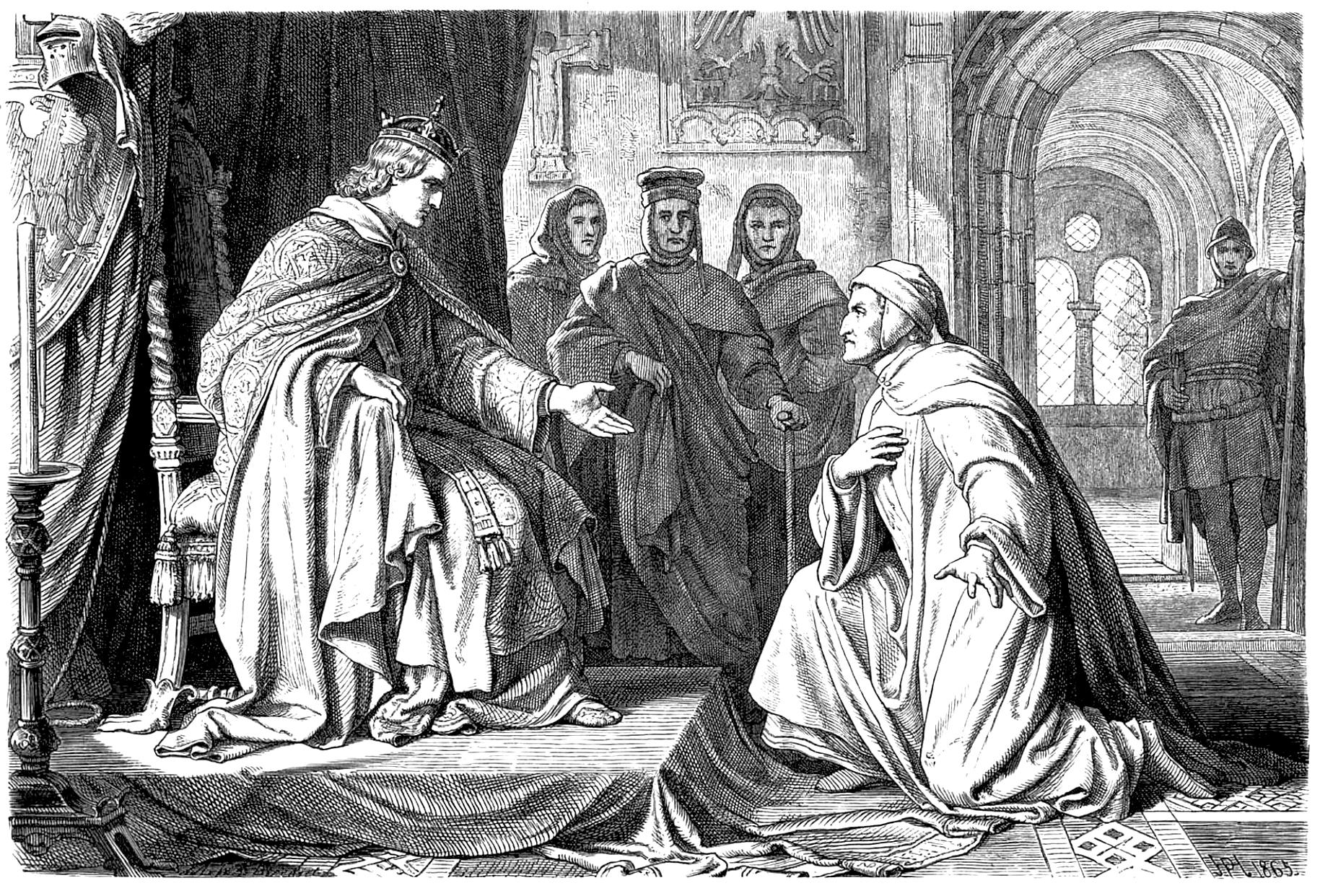
Dante bittend vor Kaiser Heinrich VII., Illustration von Hermann Plüddemann in der Zeitschrift Die Gartenlaube, 1865

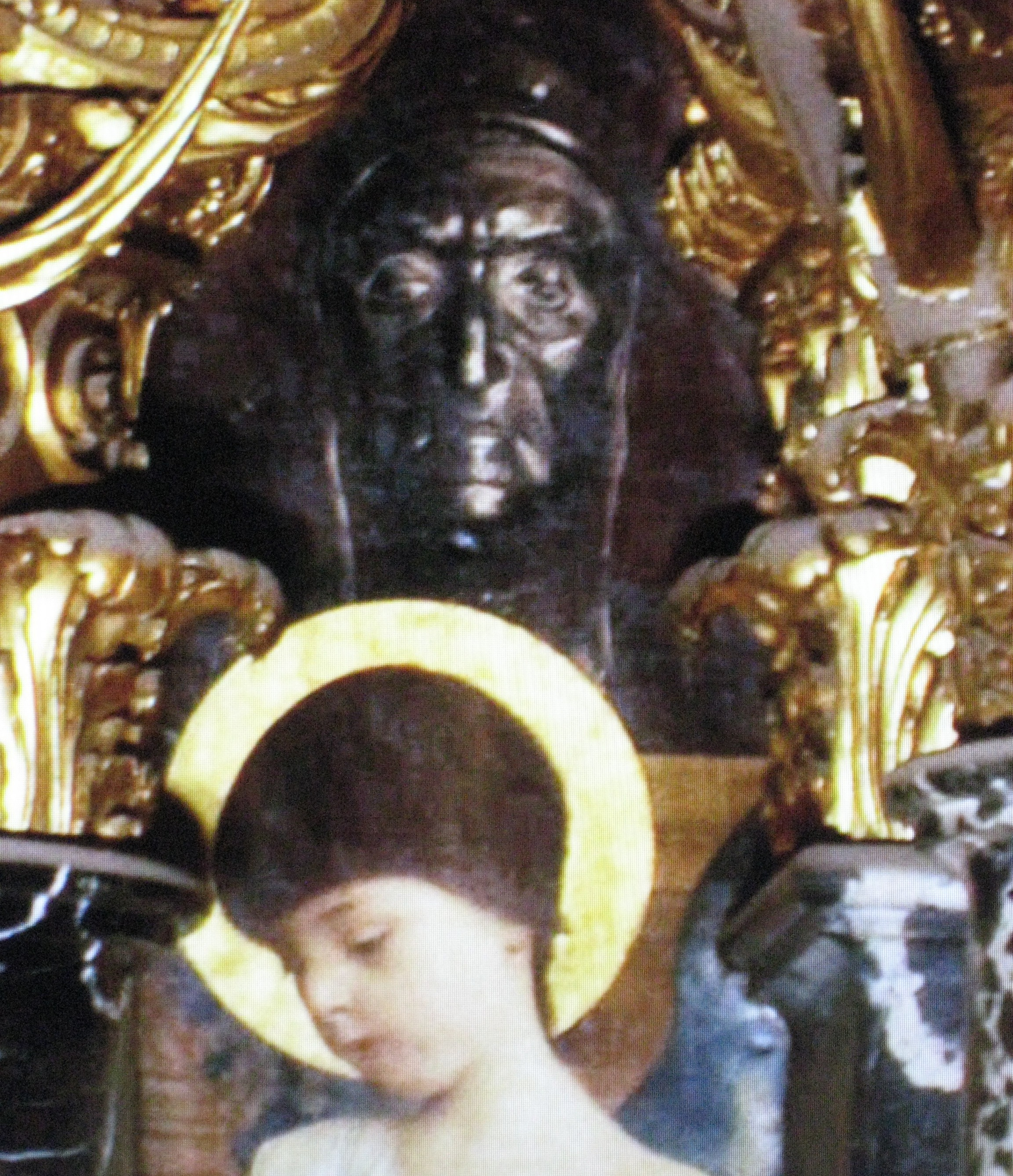
Gustav Klimt: Dante-Büste in Altitalienische Kunst, im Stiegenhaus des Kunsthistorischen Museums in Wien (1891)

Kein anderer Dichter vor und nach Dante wurde so oft, so umfangreich und mit einem solchen Aufwand an Gelehrsamkeit kommentiert, eine Entwicklung, die bereits kurz nach seinem Tod mit der Glossierung und öffentlichen Kommentierung der Commedia einsetzte. Auch seine eigenen Söhne und seit der Mitte des 14. Jahrhunderts Giovanni Boccaccio haben daran mitgewirkt, unter anderem durch das Trattatello in laude di Dante. Der zu dieser Zeit in Italien entstehende Humanismus und die Renaissance haben Dantes Werk zum Teil mit kritischer Ablehnung, aber auch mit Bewunderung für seine vermeintliche Vorwegnahme ihrer eigenen Leitvorstellungen rezipiert.
In neuerer Zeit stand Dantes Wiederentdeckung zunächst unter dem Vorzeichen eines romantischen Interesses am Mittelalter und der Vereinnahmung seines Werks für die Herausbildung eines neuen politischen und kulturellen Selbstverständnisses der im Risorgimento entstehenden italienischen Nation. Progressive ebenso wie konservative oder reaktionäre, katholische ebenso wie protestantische, aber auch esoterische oder antikirchliche Milieus haben Dante für ihre Zwecke beansprucht und dem Verständnis seines Werkes manche Verzerrung hinzugefügt.
Zur wissenschaftlichen Konstituierung der Dantephilologie und Danteforschung haben seit dem 19. Jahrhundert deutsche, englische und in jüngerer Zeit auch amerikanische Forscher wesentliche Anstöße geliefert. Die Forschung hat viele Missverständnisse aufklären können, hat aber manche Befangenheit des vor- und außerwissenschaftlichen Betriebs auch bis in die Gegenwart tradiert.
Der Asteroid des inneren Hauptgürtels (2999) Dante sowie der Mondkrater Dante sind nach ihm benannt.

## Standbilder, Denkmale, Briefmarken und Münzen (Auswahl)
- Denkmäler auf der Piazza Dante in Neapel und in Mantua, auf der Piazza Santa Croce in Florenz, auf der Piazza dei Signori in Verona und im Cortile degli Spiriti Magni der Biblioteca Ambrosiana in Mailand  (Replik zwischen Theater und Mediothek in Krefeld), sowie auf dem Prato della Valle in Padua links vor dem Pallazo Zacco Livia Amulia; außerdem das Dante-Denkmal in Trient
- Marmorhermen von Dante, Petrarca, Tasso und Ariost im Dichterhain vor der Westseite des Schlosses Charlottenhof, genannt „Siam“, im Park von Sanssouci/Potsdam von Gustav Blaeser
- Das Grabmal Dantes steht in Ravenna, wo ein Museum für ihn eröffnet wurde.
- Porträt des Dante Alighieri und Allegorie der Göttlichen Komödie auf der italienischen 500-Lire-Gedenkmünze zum 700. Geburtstag Alighieris (1965)
- Italienische 10.000-Lire-Banknote die von 1947 bis 1963 ausgegeben wurde
- Die 2-Euro-Münze der Italienischen Republik
- Die 2-Euro-Gedenkmünze der Republik San Marino zum 750. Geburtstag Alighieris (2015)

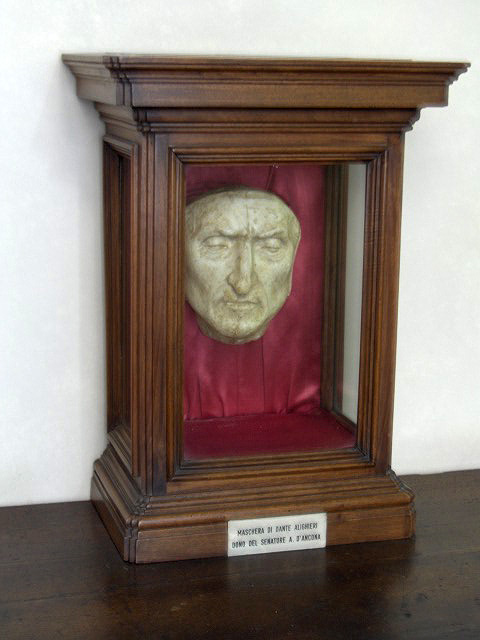
Dantes Totenmaske im Palazzo Vecchio in Florenz
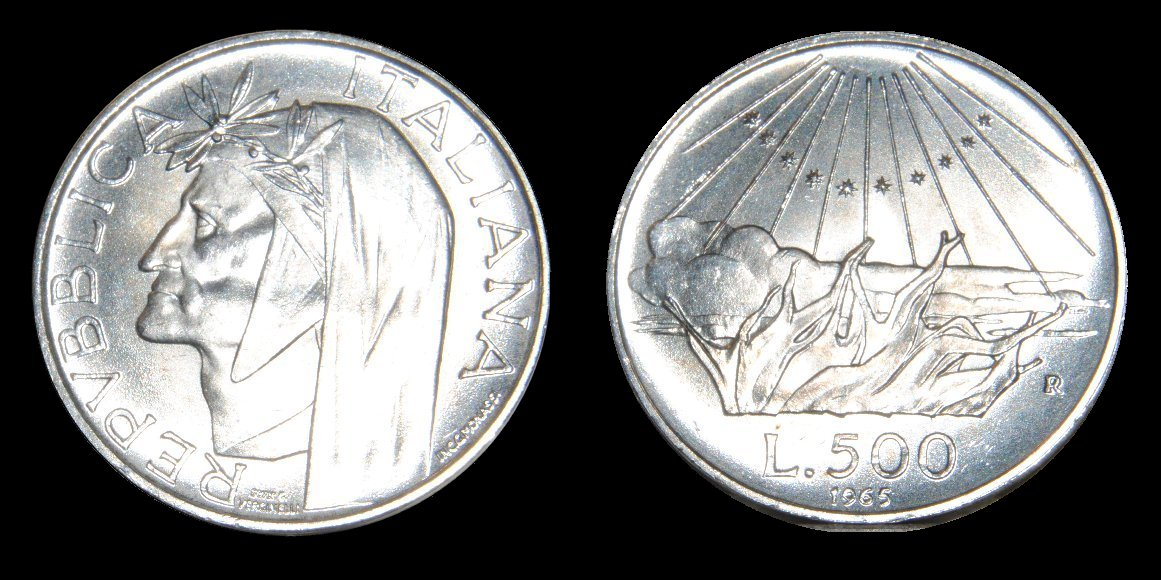
Italienische 500-Lire-Gedenkmünze von 1965
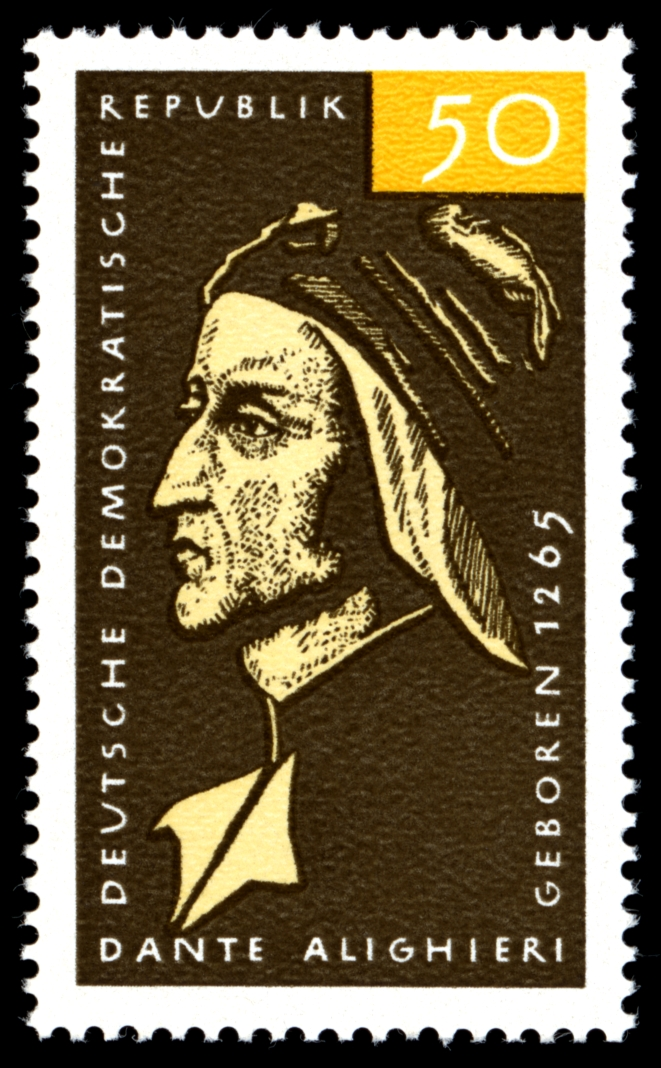
Briefmarke der DDR-Post vom 15. April 1965
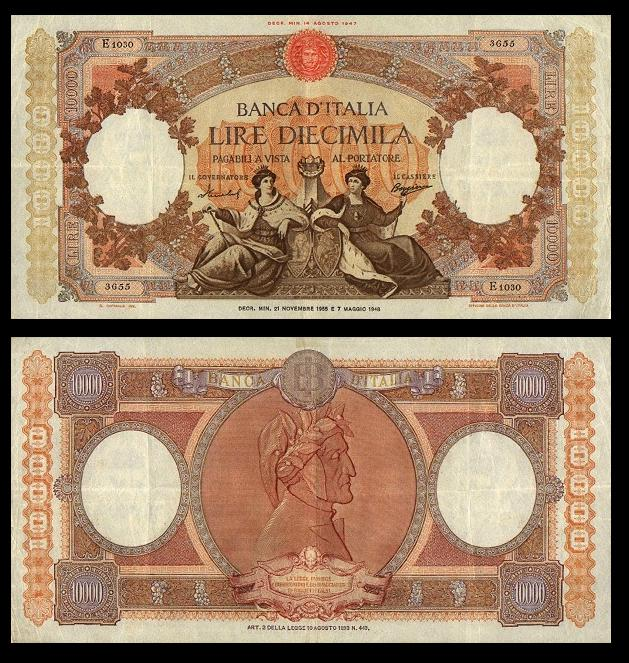
Dante Alighieri auf der italienischen 10.000-Lire-Banknote die von 1947 bis 1963 ausgegeben wurde
Porträt Dante Alighieris von Raffael auf der italienischen 2-Euro-Münze
Porträt des Dante Alighieri auf der san-marinesischen 2-Euro-Gedenkmünze

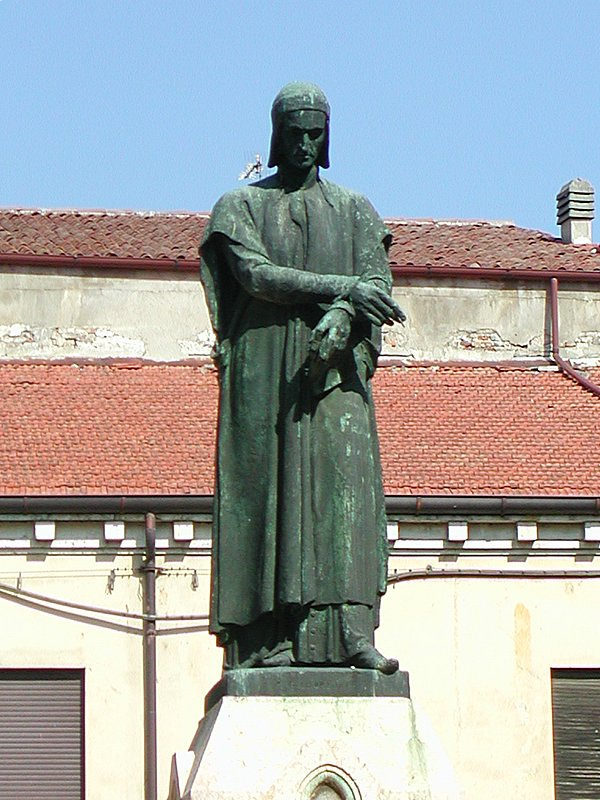
Dante-Statue in Mantua
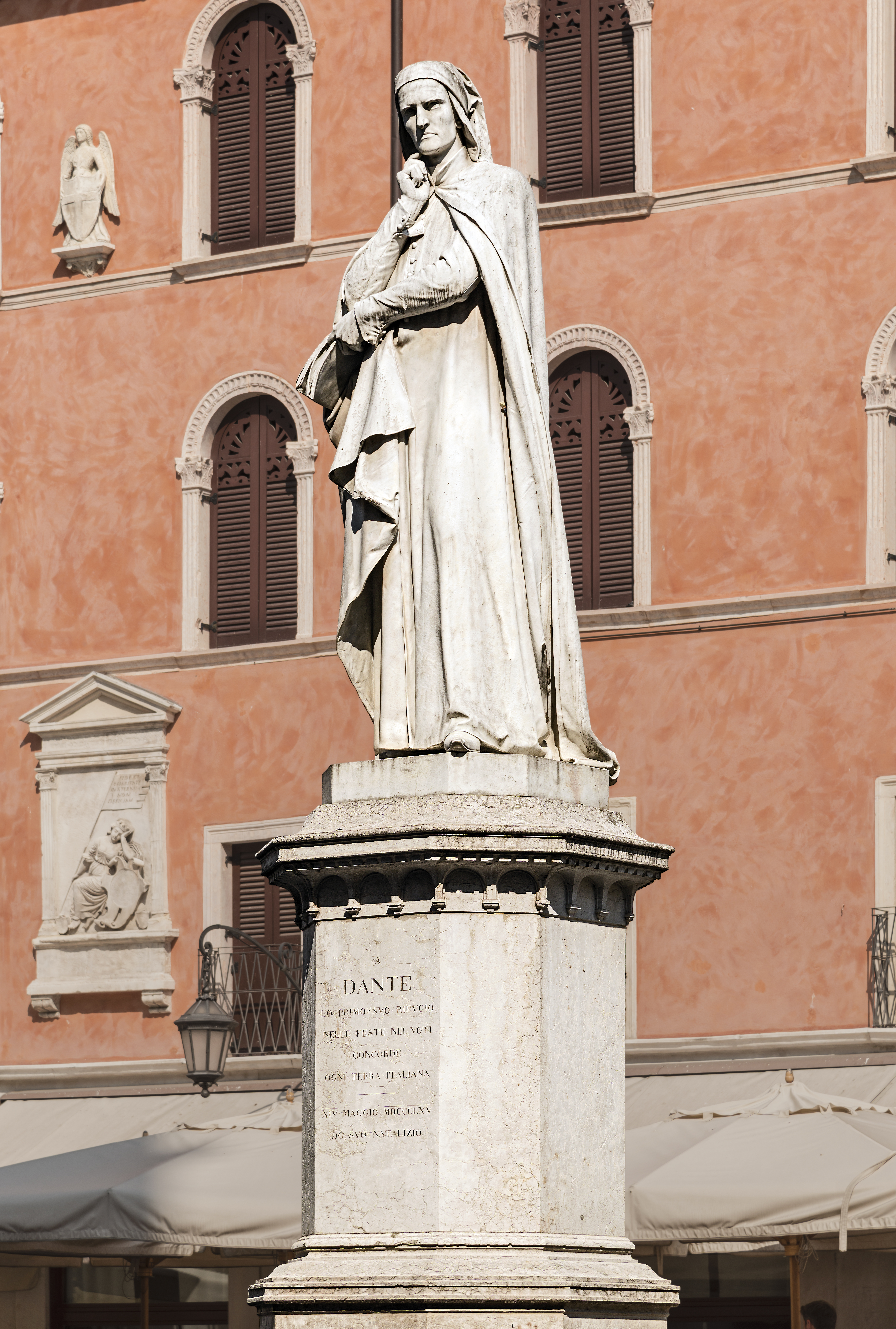
Dante-Denkmal in Verona
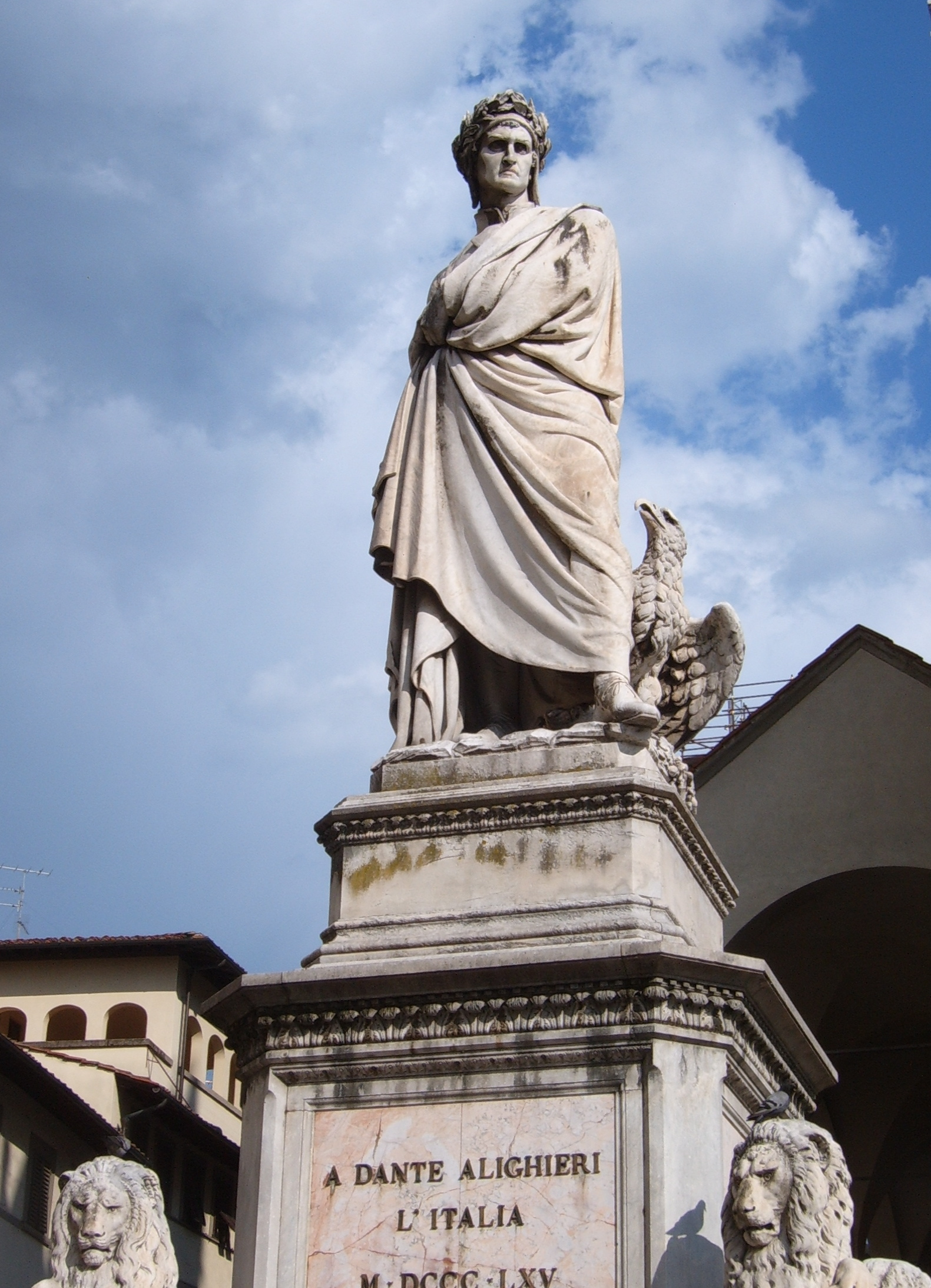
Dante-Statue vor Santa Croce, Florenz, Enrico Pazzi, 1865
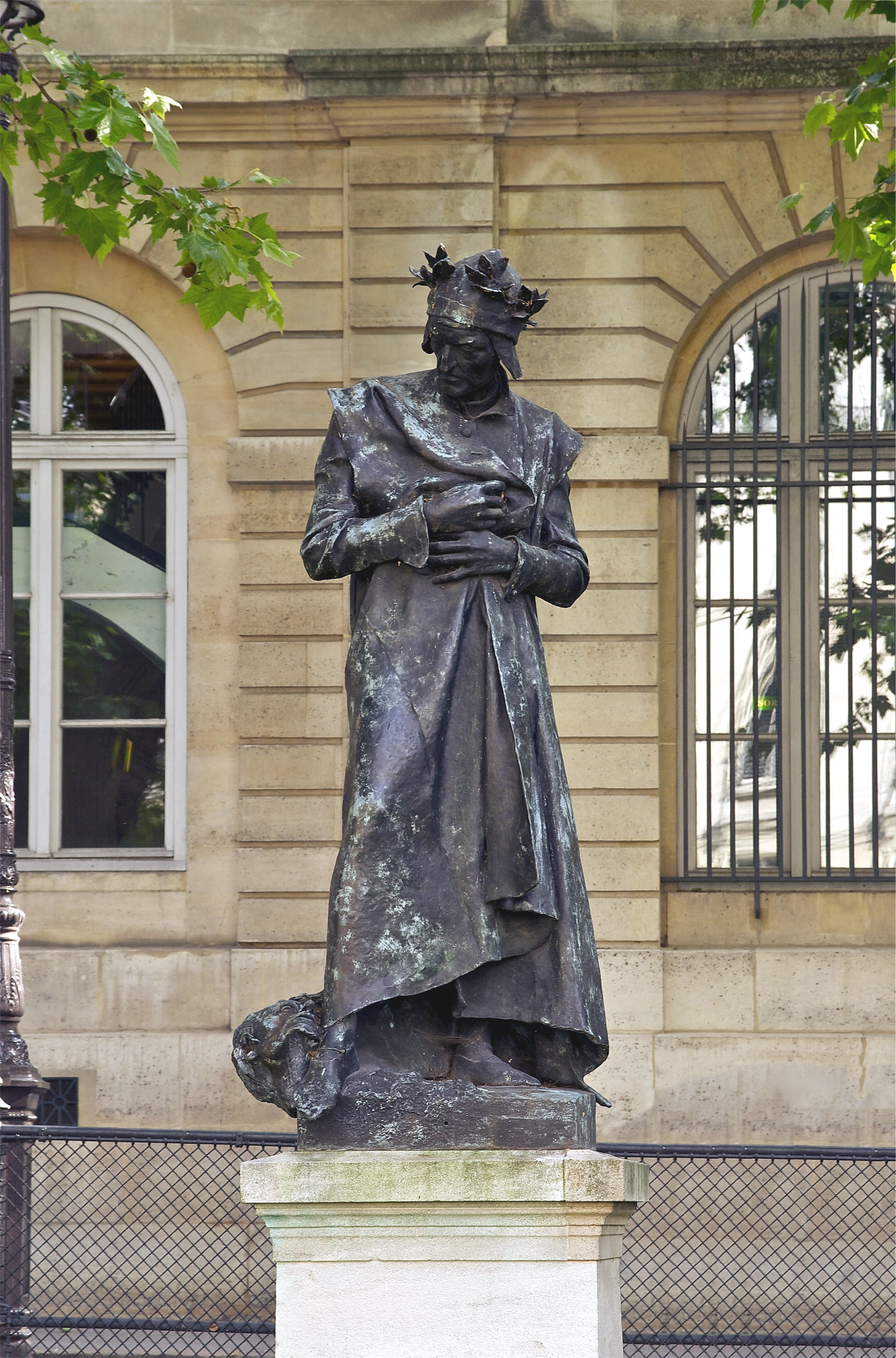
Dante-Denkmal in Paris
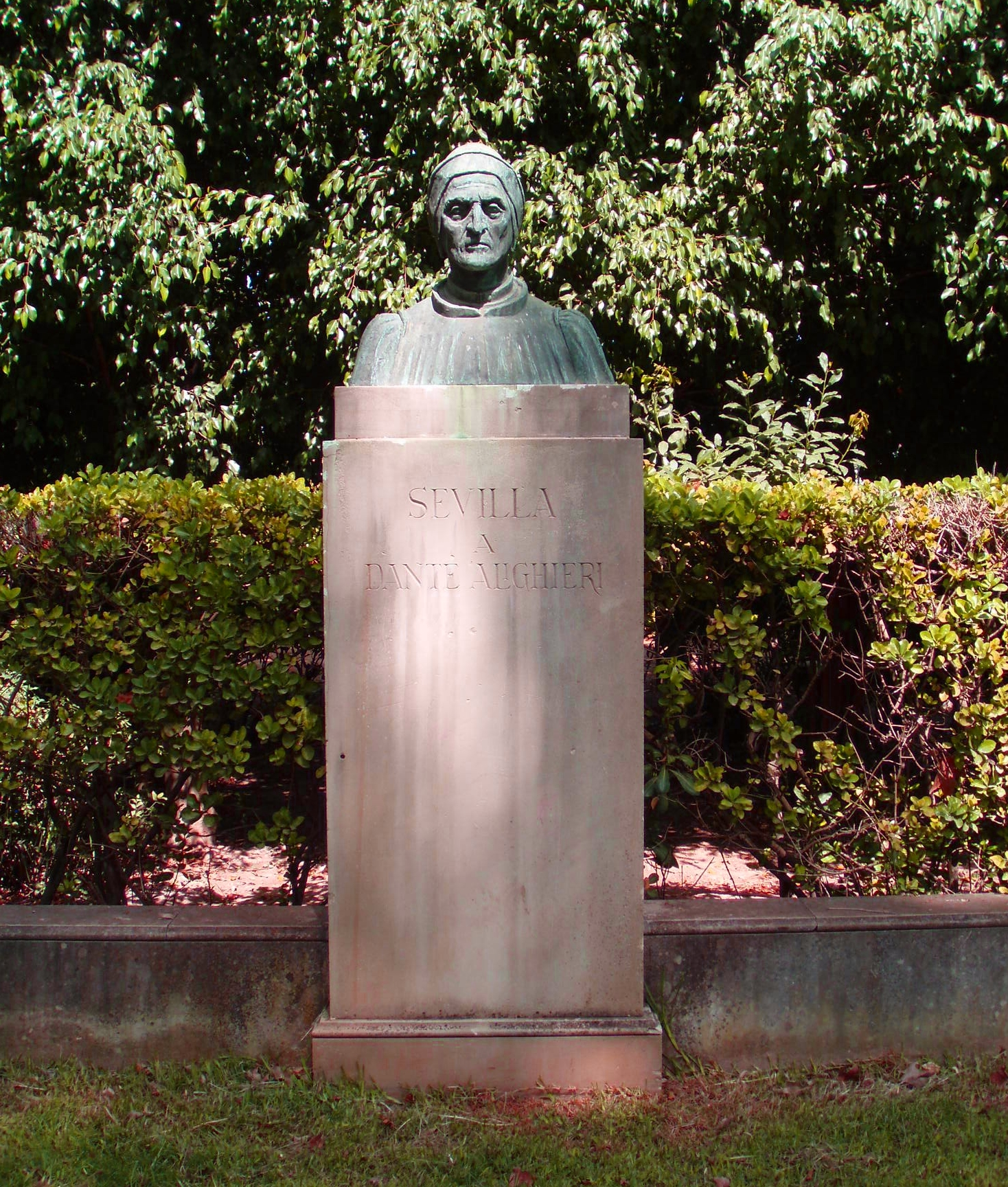
Dante-Denkmal in Sevilla

## Ausgaben und Übersetzungen
- Dantis Alagherii opera onmia [2 Bände, Einführung: Benedetto Croce]. Insel Verlag, Leipzig 1921 (Reihe Libri Librorum, originalsprachige Texte)
- 1 Sonett. 30 Übersetzungen. Hg. v. Judith Kasper, Andrea Renker und Fabien Vitali. Turia & Kant, Wien 2021, ISBN 978-3-98514-005-3
- Das Schreiben an Cangrande. Lat.-dt., hrsg. von Thomas Ricklin. Meiner, Hamburg 1993, ISBN 978-3-7873-1124-8
- Disputation über das Wasser und die Erde. Lat.-dt., übers. u. hrsg. von Dominik Perler. Meiner, Hamburg 1994, ISBN 978-3-7873-1125-5
- Über die Beredsamkeit in der Volkssprache. Lat.-dt., übers. von Francis Cheneval. Meiner, Hamburg 2007, ISBN 978-3-7873-1126-2
- Das Gastmahl. Buch I. Einleitung. Ital.-dt., übers. von Thomas Ricklin. Meiner, Hamburg 1996, ISBN 978-3-7873-1298-6
- Das Gastmahl. Buch II. Ital.-dt., übers. von Thomas Ricklin. Meiner, Hamburg 1996, ISBN 978-3-7873-1299-3
- Das Gastmahl. Buch III. Ital.-dt., übers. von Thomas Ricklin. Meiner, Hamburg 1998, ISBN 978-3-7873-1300-6
- Das Gastmahl. Buch IV. Ital.-dt., übers. von Thomas Ricklin. Meiner, Hamburg 2004, ISBN 978-3-7873-1302-0
- Dante, Die Göttliche Komödie. Italienisch und deutsch. Übersetzung und Kommentar von Hermann Gmelin. 3 Bände und Kommentare. Klett-Cotta, 1954.
  - Dante Alighieri, Die Göttliche Komödie. Übersetzt von Hermann Gmelin. (1954) Mit Anmerkungen und einem Nachwort von Rudolf Baehr. Reclam, Stuttgart 1987 (= Universal-Bibliothek. 796), ISBN 3-15-000796-8.
- Die Göttliche Komödie. Deutsch von Ida und Walther von Wartburg, mit 48 Illustrationen von Gustave Doré, Manesse Verlag, Zürich 1963, ISBN 3-7175-1086-X
- La Commedia/Die Göttliche Komödie. I. Inferno/Hölle, Reclam, Stuttgart 2010, ISBN 978-3-15-010750-8.
 La Commedia/Die Göttliche Komödie. II. Purgatorio/Läuterungsberg. Reclam, Stuttgart 2011, ISBN 978-3-15-010795-9.
 La Commedia/Die Göttliche Komödie. III. Paradiso/Paradies. Reclam, Stuttgart 2012, ISBN 978-3-15-010796-6. – Drei Bände zusammen: ISBN 978-3-15-030045-9 (zweisprachige Ausgaben in der Reihe Reclam Bibliothek, Neuübersetzung und Kommentar von Hartmut Köhler).
- Dante, Commedia. In dt. Prosa von Kurt Flasch. Mit Zeichnungen von Ruth Gesser. 2 Bde. (Bd. 2 unter dem Titel: Kurt Flasch, Einladung, Dante zu lesen), S. Fischer, Frankfurt a. M. 2011, ISBN 978-3-10-015339-5.
- Dante Alighieri, Die Göttliche Komödie, Übersetzung von Hans Werner Sokop in Original-Terzinen mit Erläuterungen. 100 Bilder von Fritz Karl Wachtmann. Akad. Druck- und Verlagsanstalt, Graz 2014, ISBN 978-3-201-01994-1.
- Dante Alighieri, Die Göttliche Komödie. Inszenierte Lesung, Sprecher Till Firit, Übersetzung Hans Werner Sokop, Audio-CD, ISBN 978-3-903020-13-9.
- Hans Werner Sokop: Die Wiener Version von Dantes Divina Commedia gelesen von Martin Ploderer. 3 CDs und Begleitheft. Übersetzungen von Hans Werner Sokop.
- La Commedia Colorata - Farbcodierung als Hilfsmittel für die Überprüfung der Übersetzungsqualität am Beispiel ausgewählter deutscher Übersetzungen der Göttlichen Komödie aus zweieinhalb Jahrhunderten auf academia.edu

## Film
- Höllentrip und Himmelfahrt. Die Visionen des Dante Alighieri. Dokumentarfilm. Regie: Adolfo Conti, SWR, Italien 2021